# Ридевский, Наполеон Фелицианович
Наполеон Фелицианович Ридевский (имя при рождении — Болеслав; 1920, Мякоты, Минская губерния, Белорусская ССР — 27 сентября 1995, Мякоты, Минская область, Беларусь) — ветеран советских подразделений глубинной разведки, участник боёв за Восточную Пруссию; писатель, журналист.

## Биография
Окончив среднюю школу в Минске, поступил на исторический факультет Коммунистического института имени Н. К. Крупской.
С началом Великой Отечественной войны, будучи студентом 3 курса, был призван в ряды Красной Армии, в сентябре 1941 года в боях по обороне посёлка Мга (Ленинградская область) попал в плен. Содержался в каунасском концентрационном лагере, в мае 1942 года с третьей попытки бежал из плена. Вступил в подпольную организацию деревни Озеро (Узденский район), стал партизаном — в бригаде «Буревестник» в отряде имени Д. А. Фурманова, в 200-й партизанской бригаде имени К. К. Рокоссовского, затем — в отряде «Чайка» (разведотдел Западного фронта). При получении новых документов взамен утерянных изменил имя на Наполеон — так его звали в отряде за удачи в боях. Создал широкую сеть связных (в Минске, Столбцах, Дзержинске), вербовал и немцев; похитил в генерал-комиссариате Белоруссии план военных объектов и укреплений Минска.
С 25 июля 1944 года — переводчик специальной диверсионно-разведывательной группы «Джек» (3-й — диверсионный — отдел Разведывательного управления 3-го Белорусского фронта); 27 июля 1944 года в составе группы был десантирован с самолёта в районе посёлка Ляукнен в Восточной Пруссии. 28 сентября 1944 года, выходя из-под огня вражеской засады на территории Восточной Пруссии (ныне — в Полесском районе Калининградской области), повредил колено, остался в лесу с Геннадием Юшкевичем; жили в землянке, установили связь с антифашистами из числа местных жителей (один из них — Отто Шиллят, в январе 1945 года соединились с частями Красной армии.
Состоял в рядах Коммунистической партии Советского Союза.
После войны окончил журналистский факультет Белорусского госуниверситета имени В. И. Ленина, работал в Белорусском телеграфном агентстве переводчиком, корреспондентом, главным редактором Главной редакции информации для союзной, зарубежной и республиканской печати.
Скоропостижно скончался 27 сентября 1995 года в день приезда в родную деревню Мякоты, здесь же похоронен.

### Семья
Жена — Галина Гавриловна.

## Творчество
Автор книги о действиях диверсионно-разведывательной группы «Джек» — «Парашюты на деревьях» (1969), по которой в 1973 году режиссёром И. А. Шульманом был снят одноимённый фильм; принял участие в съёмках документальной части фильма.

## В культуре
В художественной части фильма «Парашюты на деревьях» роль Н. Ф. Ридевского сыграл актёр А. Т. Барчук.
Н. Ф. Ридевский упоминается в повести О. А. Горчакова «Лебединая песня».

## Награды
- орден Отечественной войны 1-й (1985) и 2-й степени
- медали.